# Boris Bojadzhiev
Boris Bojadzhiev (* 1979 in München) ist ein deutscher Filmkomponist.
Boris Bojadzhiev wuchs in Augsburg auf und absolvierte von 1998 bis 2006 ein Violoncello-Studium am Richard-Strauss-Konservatorium München, danach studierte er bis 2010 Filmmusik an der Filmuniversität Babelsberg Konrad Wolf in Potsdam.
Für Kohlhaas oder die Verhältnismäßigkeit der Mittel wurde er 2014 für den Deutschen Filmmusikpreis nominiert.

## Filmografie (Auswahl)
- 2007: Straight
- 2012: Kohlhaas oder die Verhältnismäßigkeit der Mittel
- 2015: Highway to Hellas
- 2016: Tempel (Fernsehserie, 6 Folgen)
- 2016: Die letzte Sau
- 2016: Tatort: Wofür es sich zu leben lohnt
- 2018: Flucht durchs Höllental
- 2018: Das schönste Mädchen der Welt
- ab 2018: Sarah Kohr (Fernsehreihe)
  - 2018: Mord im Alten Land
  - 2019: Das verschwundene Mädchen
  - 2020: Teufelsmoor
  - 2021: Stiller Tod
  - 2022: Geister der Vergangenheit
  - 2024: Zement
  - 2024: Koma
- 2019: Tatort: Das Leben nach dem Tod
- 2020: Das letzte Wort (Fernsehserie)
- 2021–2023: Doktor Ballouz (Fernsehserie, Staffel 1–3)
- 2022: In einem Land, das es nicht mehr gibt
- 2022: Was man von hier aus sehen kann
- 2025: Sturm kommt auf (Fernsehfilm)